# この勇者が俺TUEEEくせに慎重すぎる
『この勇者が俺TUEEEくせに慎重すぎる』（このゆうしゃがおれツエーくせにしんちょうすぎる）とは、土日月による日本のライトノベル作品である。2016年6月4日より小説投稿サイト『カクヨム』にて連載開始し、2017年2月からは同社のカドカワBOOKS（KADOKAWA）より書籍化されている。書籍版のイラストはとよた瑣織が担当。
メディアミックスとして、こゆきによるコミカライズが『月刊ドラゴンエイジ』（KADOKAWA）にて、2018年12月号から2022年11月号まで連載。2019年10月から12月までテレビアニメが放送された。タイトルの略称は『慎重勇者』。

## ストーリー
救済難度S級レベルの世界「ゲアブランデ」を救済することになった新米女神・リスタルテは、チート級のスキルを持った勇者・竜宮院聖哉を召喚する。しかし、聖哉はその強さに反して慎重過ぎるほど慎重な性格をしており、スライム相手でも灰になっても攻撃魔法で完全滅却するほどの用心深さを発揮して、リスタルテを大いに振り回しながらゲアブランデの救済に奔走する。
聖哉とリスタルテが仲間を増やして、強敵を倒しながら少しずつ絆を深めていくうち、聖哉の過去や、リスタとの意外な関係が明らかになっていく。

## 登場人物
声の項はテレビアニメ版の声優。

### 主要人物
竜宮院 聖哉（りゅうぐういん せいや）
声 - 梅原裕一郎
本作の主人公で、リスタルテに勇者として召喚された。リスタルテ曰く「超イケメン」で、180センチを超える高身長の人物。身体や基礎ステータスも発達しており一億人に一人の逸材と言われるほどの才能を持っているが、他者から「病気」「スーパーバーサーカー」と評されるほど慎重で疑い深く用心を怠らない。スライム相手でも必殺技を連発するなど手は抜かず、倒すこと以上に死体の処理に力を入れる。その性格はステータスの欄に「ありえないくらい慎重」と書かれており、なおかつ横柄で傲慢。毒舌で他人に対しても傍若無人に振る舞うが、慎重さゆえに事態を解決するのでリスタルテも軽蔑していいのか尊敬していいのか迷っている。
モンスターを討伐してレベルを上げるやり方をリスクが高いとして拒否し、何度も統一神界に戻っては日々筋肉トレーニングや他の神々との修行で己を鍛えている。経験値増加のスキルを有するため飲み込みは非常に速いのだが、一方で成長限界に達しやすいという欠点もある。そのために他の神々などからスキルや奥義の伝授を受けることで、自分より遥かにステータスが上回る敵相手に不利を取らぬよう特訓の方向を切り替えることとなった。
その正体は一年前（統一神界では百年前）に難度Bの異世界イクスフォリアを攻略するためアリアドアから召喚された勇者で、ターマインの姫であるティアナ、魔法使いのコルトと共にパーティーを組んでいた。その時の性格は現在と異なり非常に向こう見ずで、レベル上げすら嫌うために常に全滅の危機に晒されるものの戦闘センスだけで辛うじて敵を倒し続けていた。その際にティアナと恋仲になり彼女のお腹に子供まで設けていたものの、その向こう見ずさゆえに魔王アルテマイオスの情報収集を怠り油断した隙を突かれて全滅。ティアナと腹の子共々アルテマイオスに目の前で惨殺され、自身も心臓と頭を潰されて殺される羽目に陥った。本来の魂であるディバインソウルは無事だったために元の世界に帰還することはできたものの代償としてイクスフォリア召喚時の記憶は失われ、一方で当時の経験はトラウマとして魂に刻み込まれて性格を現在のありえないくらい慎重なものへと豹変するに至らせた。

リスタルテ
声 - 豊崎愛生
本作のヒロイン。治癒の女神で、愛称は「リスタ」。物語は主に彼女の視点で展開される。本人曰くブラのサイズはDカップ。アニメ版では非常に表情豊かな顔芸を見せている。
生まれてまだ100年目で救った世界もまだ5つだけと統一神界においては新米だが、抽選のような形で救世難度Sクラスの異世界ゲアブランデの担当に選ばれる。数々のリストの中から非常に高い能力値を有した竜宮院聖哉をゲアブランデ救済の勇者として召喚するが「ありえないくらい慎重」という性格を見落としていたがために以降は事あるごとに彼の過剰なまでの慎重さに振り回されることとなる。
性格は天然だが、ちゃっかり出世を考えるなど俗っぽい性格をしており、慎重さ以外では完璧な美男子である聖哉を見て「こんな男性と燃えるような恋をしてみたい」等と想いに耽るなど煩悩的。一方で女神としては常識的な思考の持ち主だが、それゆえにいろいろと規格外である聖哉と衝突を引き起こす。
治癒の女神なのだが新米ゆえか力を十分に行使できない普段の状況下では市販の薬草レベルしか回復できず、ほとんどは異界の門を開くための移動要因として扱われている。それでも女神ゆえかその肉体を構築するパーツは特殊な効果を持つ合成素材となるため、たびたび聖哉に毛をむしられては合成の材料に用いられている。『神界特別措置法（オーダー）』を使うと時速60〜80キロで飛行可能になる『リスタ・ウィング』や、尽きることのない神力を用いて致命傷すら無限に回復できる強力な治癒魔法を使えるようになる。
その正体は人間から転生した女神。生前は異世界イクスフォリアの住人で「ティアナ」という名前だった。イクスフォリア救済のために召喚された聖哉のパーティメンバーだったが、聖哉のミスによって魔王との戦いでパーティが全滅。魔王アルテマイオスに腹の子共々生贄として殺される。その後は統一神界にて女神リスタルテに転生したが、ティアナとしての生前の記憶は失われた。
ティアナ
難易度Bの異世界イクスフォリアに存在するターマイン王国の王女。鳶色の髪に神官服を身にまとっている。母親曰くドジで回復魔法以外は何もできない少女だったが、ツッコミだけは得意で民からはカミソリ・ツッコミ王女と呼ばれていた。
一年前（統一神界における百年前）にイクスフォリア救済のため召喚された聖哉のパーティに途中から仲間として加わっていた。当時はとんでもなく向こう見ずな性格で準備を嫌い事あるごとに重傷を負う聖哉にツッコミを行いつつもパーティの回復役を務めていた。その過程で聖哉と恋仲になり子供まで身篭っていたのだが、アルテマイオスに母子ともに殺される。死後は自身の生前の善行と上位女神であるアリアドアの推薦により女神になった。

マッシュ＝ドラゴナイト
声 - 河西健吾
難度S・ゲアブランデでの聖哉のパーティーメンバー。戦士の少年で竜族だが、竜の血が薄いためか外見は人間と変わらない。緑を基調とした服と黄色いバンダナを頭に巻き、剣を持つ。勇敢な性格。元は竜の里からナカシ村に預けられ、ゲアブランデを守る勇者の手助けをさせるために育てられた。エルルとは同じく竜の里からナカシ村に預けられた幼馴染。
当初は初期ステータスの低さゆえに聖哉から拒絶されたことで険悪な雰囲気だったが、デスマグラから自分を救った上に圧倒的な強さを持つダークファイラスを倒した聖哉の実力を認め、弟子入りを行う。その後は聖哉一行の荷物持ちを任されパーティーに加わった。神界にてセルセウスの鍛錬を受けたことで多少ステータスが上昇した。また竜の里にてリヴァイエから『竜人化』のスキルを解放されることで半竜化の力も手にし、さらにアリアドアによって『神竜化』までできるようになった。
ただし聖哉の味方を戦場に出さない方針からその実力を発揮する機会を与えられず、敵の死体集めなどの雑用にしか力を使えないことには不満を漏らしていた。それでも聖哉から実力は認められていたようで、魔王を倒して消滅しゆく聖哉から「魔王と四天王亡き今、お前に勝てる者はいない」という言葉を贈られた時には涙を零していた。後の歪曲ゲアブランデ攻略時には、レベルが最大に達すればそのステータスは自分をも上回るだろうと聖哉から評価されている。

エルル
声 - 古賀葵
難度S・ゲアブランデでの聖哉のパーティーメンバー。魔法使いの少女で竜族だが、マッシュと同じく外見は人間と変わらない。ピンクの服に長靴を履き、マントを着用している。明るい性格で、マッシュ同様竜の里からナカシ村に預けられており、マッシュとは恋仲を仄めかす描写がある。
聖哉がマッシュをデスマグラから救った後はマッシュと共に荷物持ちとして聖哉のパーティーに加わったが、魔法使いとしての資質は低く唯一得意とする炎魔法ですら炎の神ヘスティカから才能がないと断言される始末で本人も味方の役に立てないことを気にしていた。
実は魔王を倒すための聖剣イグザシオンを作るための贄とするために、竜族によって人間の世界で育つよう仕向けられていた。エルルの両親はそのことに反対したため、仲の良かったマッシュの親族共々リヴァイエから粛正を受けて殺されている。ただし世界のためとはいえ仲間を犠牲にすることを良しとしない聖哉によって、大切な荷物持ちであるとして命を救われる。
その後は皆の役に立ちたいという思いから後天的に補助魔法の才に目覚め、アリアドアから手ほどきを受けて徐々に才能を開花させた。戦帝との戦いでは予め聖哉にヘイストを掛けるなどの貢献をし、魔王を倒して消滅しゆく聖哉からは「お前の補助魔法が無ければ俺はあの時死んでいただろう」と感謝の言葉を受けた。

ジョンデ
難度SS・イクスフォリアでの聖哉のパーティーメンバー。アンデットの男性。旧ターマイン王国の将軍。実直な性格。スキル『腐敗体再生』を扱う。
獣人達にアンデットにされながら奴隷にされており、聖哉に解放されて以降聖哉達のパーティーに加わる。

キリコ
難度SS・イクスフォリアでの聖哉のパーティーメンバー。キリング・マシンだが中身の魂は少女。優しい性格をしている。
ギガント＝オクセリオの子供で配下だったが他のキリング・マシンと違って自分の意思を持っており途中で聖哉達のパーティーに加わる。

セルセウス
声 - 斧アツシ
難度S＋・捻曲ゲアブランデからの聖哉のパーティーメンバー。剣の神で日々鍛錬を怠らない筋骨隆々とした壮年の男性。一見威圧感があり頑固そうな風貌だが本性は気弱で、強い相手には委縮し格下相手には態度が大きくなる調子のいい性格。そのためか作中ではリスタルテともどもぞんざいな扱いを受けている。
難度S・ゲアブランデを救済するために統一神界で筋力トレーニングによる鍛錬をしていた聖哉の修行相手を任されたが、あっという間に実力を抜かれたうえに執拗に修行に付き合わされたことで心が折れ、剣を見るのも嫌になってしまう。その後は趣味のケーキ作りに勤しむようになるが、聖哉からマッシュの鍛錬を任されたことで少し自信を取り戻した。
元はガルヴァオスという異世界の人間だったが転生して神になった。元人間ということもあってか神々の中では実力は低い方で、神力も少なく剣の腕もアデネラより遥かに劣る。本人も剣を振るうよりケーキを作る方が好きになったらしく、後にセルセウス・カフェという小さな喫茶店を開く。
メルサイスの暴虐の力によって統一神界が異なる次元に消え去るが、リスタルテと共に生き残り難度S＋・捻曲ゲアブランデから聖哉達のパーティーに加わる。

ロザリー＝ロズガルド
声 - 花守ゆみり
難度S＋・捻曲ゲアブランデでの聖哉のパーティーメンバー。戦帝ウォルクスの娘でロズガルド帝国の姫。金色の鎧をまとった長い蒼髪の女性。父である戦帝ウォルクスに対する強い憧れから騎士道精神を重んじる直情的な性格だが、悪く言えば思慮が浅く周囲を顧みないところがあった。機嫌を悪くしたり泣きそうになるとうなり声を上げる癖があるため、たびたび「犬」と称されている。
難度S・ゲアブランデではオルガの砦の守備隊長を行い魔王軍幹部ベル＝ブブの軍勢と交戦をしていたが、配下の兵士に多大な犠牲を払い士気が大幅に下がっているにも関わらず無策に突撃を行おうとしていたため、聖哉から激しい怒りを買って対立状態となる。その後聖哉が神界に戻って修行をしている間に、無謀にも単独でベル＝ブブの元へ行き決闘を申し込むが逆に人質に取られる。最終的に聖哉から助けられるが、不意討ちという手段を取った聖哉に対して騎士道に反すると感謝の言葉すら口にしない有様だった。
しかし、尊敬していた父ウォルクスが魔王に内通していたことを知って激しく動揺。最終的に討ち取られたウォルクスを悪魔に魂を売った帝国の恥として拒絶したが、死ねばいくら唸ってももう聞こえないと聖哉に諭され泣きながら父の死を看取った。
ウォルクスの死後はロズガルド帝国の女帝となった。父であるウォルクスの死や己を顧みず魔王を倒した聖哉に思うところがあったのか、以前より無思慮な態度を改めていた。その後は世界を救った勇者に助力したマッシュとエルルを帝国騎士団に招聘する。
捻曲世界のロザリー
生き残りの人々や魔王軍の生き残りと共に竜人達と戦う人魔連合人類代表として登場。30歳を越えており、蒼髪は真っ白に染まり薄汚れた鎧に神竜王に奪われた眼に眼帯をしている。また、元のゲアブランデでは聖哉に先に倒された為に出会うことすら無かったケオス＝マキナと親しい関係になっている。
性格は虎視眈々で、神竜王を倒すために悪魔と手を組み、一方でルシファ復活の為にイグルの町の住人を生け贄にするなど冷酷な面を見せたが、内心ではそのことに心を痛めるなどかつての性格も残っている。
復活したルシファにより寄生竜パラドゥラが倒されたのを見て竜人族への反撃の時だと喜んだが、悪魔側にとってはルシファ復活の為に利用されていたに過ぎず、盟約書を自身に宿した悪魔の力に操られて破ってしまい、更に親しい間柄と信じていたケオス＝マキナにすら裏切られたことに愕然、騙されていたことに気づかずルシファ復活の為に町の住民を生け贄にしてきたことへの後悔から自ら命を絶とうとした直前、父親からロザリーの本心を伝えられたニーナに止められ諭されたことで号泣、聖哉がルシファを倒し悪魔を追い出した後、全ての責任を取るため命を差し出そうとするもニーナに庇われ、それに住民達も同じく庇ったことで事なきを得た。

### 統一神界
アリアドア
声 - 山村響
リスタルテの先輩にあたる封印の女神。リスタルテにとっては生まれた時から面倒を見てもらっている姉のような存在。その能力は封印をかけるより封印を解除したり他者の隠された力を開放する『封印解除』を得意として、数々の勇者の秘められた素質を引き出してきた。母性的で美しい姿をした赤毛の女性で、リスタルテ曰く推定Gカップ。数千年も前に統一神界に生まれた大女神であり今までに300もの世界を救ってきたベテランだが、一つだけ救えず滅ぼしてしまった世界があることを心残りにしている。
ゲアブランデ攻略時の聖哉と初めて対面したときは非常に動揺した様子を見せ、その後もたびたび聖哉のことで思わせぶりかのような態度をとってリスタルテを困惑させていた。聖哉とリスタルテの異世界救済には非常に協力的で、聖哉が統一神界で修行をする際にはセルセウスやアデネラを紹介したり、仲間であるマッシュとエルルの才能を開花させたりしている。
実は百年前（聖哉としては一年前）に難度B・イクスフォリア救済のために聖哉を召喚しパーティーを組んでいた。しかし魔王アルテマイオスとの戦いにおいて、アルテマイオスの命が二つあることを見落としていたためにコルトと共に復活したアルテマイオスに喰い殺される。本来の魂であるディバインソウルが無事だったために自身は統一神界で復活したが、今でも当時のことは担当女神である自分の責任だとして心残りにしている。自身が殺された後、アルテマイオスに殺されたティアナの魂を上位女神の権限で女神にするために推薦した。

アデネラ
声 - 井澤詩織
小柄な少女の姿をした軍神であり、武芸に関してはセルセウスを上回る上位女神。ボサボサの髪とボロボロの衣装をまとい、滑舌も悪く引きつった笑い方をする陰気な性格。そのためにリスタルテからは初対面時に「全然女神に見えない」と評され、聖哉からも「不気味で気持ち悪い」と言われている。
聖哉に奥義『連撃剣（エターナル・ソード）』を獲得させるための修行相手を任されるが、すぐに奥義を獲得した聖哉を唯一認める最高の人間と評して徐々に惚れ込んでしまう。その後は身なりを綺麗に整え、5時間もかけて作ったケーキを用意して聖哉に告白をするものの、修行の相手以上の関係を望まない聖哉にこっぴどく振られてしまう。このことで心をさらに病んでしまい、再び神界に戻ってきた聖哉に復讐しようとするものの、彼のことを嫌いになりきれなかったためか頭を撫でられてあっさりと毒気を抜かれてしまった。その後も聖哉相手にはどんなに暴言を吐かれても心酔してしまう素振りを見せるが、聖哉消失によって落胆していたリスタルテに対しては自分を差し置いて気配りをするなど心優しい性格。
『神界特別措置法（オーダー）』を使うと両腕の二の腕から先は銀色に輝く刀身と化す。攻撃力も85万以上の能力値を持つ。

ヴァルキュレ
声 - ファイルーズあい
破壊の女神で、統一神界では最強の女神。素肌に鎖を巻いただけという非常に露出度の高い格好をしている。性格は剛胆で、ことあるごとにリスタルテに因縁をつけ胸を触ってセクハラを行うなど素行は悪い。趣味は見かけによらず絵を描くことだが、幼稚園児が利き手と逆の手で描いたような絵でお世辞にも上手いとはいえない。普段は天界一面を見渡せる屋上で絵を描いている。
戦いにおいては破壊術式を使う。ステータス限界突破のスキルを有するため『神界特別措置法（オーダー）』を使うとレベル999に加え全ての能力値が9億9999万9999まで上がる。一見するとサドに見えるが『天獄門（ヴァルハラ・ゲート）』の代償で自身が大ダメージを受けた際には恍惚とした表情を浮かべ気持ちよくなるなど実はマゾである様子も見せた。
四天王キルカプルが召喚した死神クロスド＝タナトゥスが神界に侵入した際、聖哉から誘導されるかたちで交戦状態となり破壊術式を披露。それを見た聖哉から魔王を倒すための手段として破壊術式を教えるよう乞われる。当初は破壊術式、ましてや生命力を代償とする『天獄門（ヴァルハラ・ゲート）』を他人に教えるつもりはなかったが、自身が成長限界に達していることを知り命と引き換えにしても魔王を倒そうとする聖哉の覚悟を認めて破壊術式を習得させた。

ミティス
声 - 三石琴乃
神緑の森に住んでいる弓の女神。魔王軍幹部ベル＝ブブの対抗手段を求める聖哉に、光魔法の『輝光弓（シャイニング・アロー）』を教える。真っ白な長髪に細くて知的そうな目をした一見清楚な身なりの美女。
しかしその本性は、今までに様々な男神や男性勇者達を性的に犯していた淫乱女神。統一神界において人間と神の性行為は禁忌であり、数多くの勇者から資格を剥奪して間接的に多くの異世界を滅ぼしてきたため、その愚業故にイシスターから罰として神緑の森へ追放されていた。そのため、新緑の森に男性が近寄ることは絶対のタブーとなっている。
聖哉の弓の修行において最終試練と称して縄で全裸の自分を木に吊るし、縄を打ったところで襲いかかろうするものの眉間を矢で撃ち抜かれる。懲りずに自分で縄を切って凶悪な形相で聖哉に襲い掛かろうとし、居合わせたマッシュをも標的にするが、シャイニングアローで木に磔にされる形で返り討ちにされた。
男性と全く触れ合えない苦しみから自暴自棄となりリスタルテにまで性的に襲いかかるも、彼女の『呪い封じの秘儀』によってまたしても返り討ちにあった。

イシスター
声 - 潘恵子
最奥神界を除けば最高位である予知の女神。一見温厚な老婆の姿をしているが絶大な力で統一神界を治める大女神で、千里眼と予知能力を用いて日々神界と人間界を見守っている。『神界特別措置法施行（オーダー）』など神々に対する許可は基本的に彼女を通して行われる。普段は自室の炉端で編み物をしている。
アリアドア同様にゲアブランデの救済以前から聖哉のことを知っているかのような様子を見せていたが、聖哉が単身で魔王との決戦に向かった際に彼の居場所を尋ねに来たリスタルテに聖哉の過去とリスタルテの前世に関する真実を伝えた。その後は聖哉を助けるために神界の掟を破って罰を受けることとなったリスタルテに対し、最奥神界と交渉を行って特例としてイクスフォリア救済における聖哉の再召喚を認めさせたことを伝えた。
難易度SSの異世界イクスフォリアを攻略する際には、聖哉に邪神クラスの強大な敵を葬れる『六芒星破邪の秘儀（セイクリッド・ヘキサグラム）』を教えた。

ヘスティカ
声 - 渡部紗弓
水鏡の池のほとりでよく火炎魔法の修行をしている火の女神。深紅のドレスにウェーブがかった赤毛と全身真っ赤な姿をしている。
リスタルテからの紹介でエルルに火炎魔法の特訓をするが、彼女に火炎魔法の才能がないことを見抜き、早々に諦めた方が彼女のためだと忠告した。

フラーラ
声 - 七瀬彩夏
風の女神。統一神界に侵入してきたクロスド＝タナトゥスと戦うも攻撃が効かなかった。聖哉に合同修行で風魔法を教える。

オランド
声 - 古賀明
雷の神。統一神界に侵入してきたクロスド＝タナトゥスと戦うも攻撃が効かなかった。聖哉に合同修行で雷魔法を教える。

キオルネ
声 - 長谷川育美
氷の女神。統一神界に侵入してきたクロスド＝タナトゥスと戦うも攻撃が効かなかった。

アルクス
声 - 綿貫竜之介
拳の神。精悍な顔立ちの男性。統一神界に侵入してきたクロスド＝タナトゥスに一方的に負ける。

ケボノ
声 - 村上裕哉
相撲の神。統一神界に侵入してきたクロスド＝タナトゥスに一方的に負ける。

ラスティ
変化の女神。絹のローブをまとった幼い少女の姿をしているが何万年も生きている。聖哉に『変化の術』を教える。

マーリャ
土の神。オネエの男性。聖哉に『ゴーレム生成』などの土魔法を教える。

バルドゥル
金の女神。小太りで、中年のおばさんの姿をしている。リスタルテに『呪い封じの秘儀』を教える。

ネフィテト
幽の女神。真っ青な長い髪に額には三角の白い布を付けた女性。足がない。聖哉に『幽滅霊剣（ゴーストバスター）』を教える。

クロノア
時の女神。白き翼を背にした女性。聖哉に『時空間操作無効領域（アンチ・クロックフィールド）』を教える。

ネメシィル
理の神。身の丈五メートルはある巨躯で顎ひげを蓄えた凛々しい顔付きの男性。
ブラーフマ
創造の神、最高神。顔は真ん中で分かれ、半分が少年のよう、もう半分は少女のような顔をしており、髪の毛も片方は短く、もう一方は腰まである長さをしている男性。聖哉に「神になる気は無いかい？」と誘う。
ナプーン
ボールペン習字の女神。透き通るような白い肌をした儚げな女性。
ミューザ
音の女神。猫耳を付けている。『神権争奪杯（ディヴァイン・カップ）』の進行を務める。
エイジス
盾の神。白ひげを蓄えた男性。
イーサン＝シフォー
破壊の勇者。ここ一千年の間の勇者達の中で最強の能力値を持ち、『状態狂戦士（ステイト・バーサーク）』を使用していない状態の聖哉の能力値を上回る。『天獄門（ヴァルハラ・ゲート）』以外の『破壊術式（ヴァルキュリエ）』を扱える白人の男性で軍人でもある。子供がいる。『神権争奪杯（ディヴァイン・カップ）』に出場するためヴァルキュレに召喚される。

望月麗美
天撃の勇者。杖を装備している魔術師タイプの女性。水魔法『極流大波（タイダル・ウェーブ）』、雷魔法『雷轟球（ライトニング・ボール）』、風魔法『隔絶空間（フローティング・バブル）』などを扱う。『神権争奪杯（ディヴァイン・カップ）』に出場するためアリアドアに召喚される。

守野正人
鉄壁の勇者。大きな盾を装備している華奢な男性。相手の物理攻撃や魔法攻撃を吸収し完全に防御する『妙盾防陣（アブソーブド・シールド）』を扱う。『神権争奪杯（ディヴァイン・カップ）』に出場するためエイジスに召喚される。

### 邪神界
メルサイス
『暴虐の女神』と呼ばれる、背中に黒い翼とまだら色の髪を持つ女性。ブノゲオスやグランドレオンからは「まだら髪の悪魔」と呼ばれている。
温かみのある表情を浮かべているが、内心では自分を追放した統一神界を怨んでおり、統一神界を滅ぼすための準備をしていた。
元は統一神界に住む神の一人。かつて最奥神界の神々に申し上げた願いが決裂したことで自分と同じ考えを持つゼトや他の神々と共に第一次神界統一戦争（アルマゲゼーダ・ファースト）を引き起こした。しかしイシスターを擁するヴァルキュレに、自分に荷担した神々もろとも敗北、神界統一戦争（アルマゲゼーダ）を起こした戦犯として最奥神界より堕天の刑を受けて追放された。
その後は統一神界に対する怨みの念から覚醒した暴虐の力で、数多くの捻曲世界の中で『神域の勇者が狂戦士化の後、未だに生きている世界』を見つけ出し、その世界から神域の勇者を連れ出した。さらにイクスフォリアでは、水晶玉を通じる、または対象の精神世界へ介入するなどをしてアルテマイオスやイクスフォリアの魔王の幹部達に指示を送ったり、自らの力を与えるなど、統一神界に復讐するための暗躍を繰り広げた。
リスタルテがセレモニクの呪いから逃れた後、彼女の精神世界に意識体として現れ、「竜宮院聖哉は大切な者をもう一度失う。」と言葉を残して消え、聖哉達が賢者の村に来た時はイメルという村人の亡霊として現れ、聖哉にアルテマイオスを倒したらもう一度此処に来て欲しいと告げた。その後アルテマイオスが聖哉に倒されると、アルテマイオスの魂を吸収し意識体から具現化、同時に力も飛躍した状態で精神世界にて聖哉とリスタの前に現れ、「正しい世界を作らないか」と誘うがリスタルテに拒絶され、捻曲世界から連れ出した神域の勇者を二人の前に出し、「キリコを復活出来る」と再び誘うも今度は聖哉に牽制されたため、神域の勇者を連れて姿を消した。
捻曲世界を作った後は異世界の捻曲キルソーサにいる。

神域の勇者
過去にメルサイスによって召喚、その後メルサイスの担当となった元勇者の女性。歴代勇者記念館に彼女の肖像画や名前は無く、称号のみしか無いため現時点での本名は不明。
『一億年に一人の傑物』と呼ばれており、冥王ハティエスからも「神界開闢以来、最強の勇者」と言われるなど、聖哉以上の才を持つ。過去に『状態狂戦士（ステイト・バーサーク）』をマスターした人間は彼女のみだったが、元の世界で狂戦士段階を三つ以上進めた結果、魂が崩壊・消失し、存在しなくなった。
捻曲世界の神域の勇者
メルサイスが暴虐の力で捻曲世界から連れてきた勇者。体から赤黒い狂気のオーラが発散されている女性で、『状態力を飛躍させて狂戦士（ステイト・バーサーク）』を第四段階のフェイズ・フォースまで上げることが出来る。
冥王ハティエスによれば人の形はしているものの、混沌とした狂気に魂を完全に犯され、人間では無くなっている。

ゼト
アデネラを彷彿とさせるざんばら髪で、迷彩服を着た戦の女神。アデネラ以上の異常性を持ち、次の神界統一戦争（アルマゲゼーダ）に向けて井戸の中で演習している。また、第一次神界統一戦争（アルマゲゼーダ・ファースト）でアデネラに敗れたことから、双方に並々ならぬ確執がある。
戦闘能力は、アデネラに敗れたとはいえかなり高く、また『状態狂戦士（ステイト・バーサーク）』の第三段階であるフェイズ・サードを使用できる。
かつて第一次神界統一戦争では、メルサイスが指揮する隊に入っていたが、メルサイスはヴァルキュレに、ゼトはアデネラに敗れたことでメルサイス側は第一次神界統一戦争に敗北、メルサイスは統一神界を追放されたうえ、ゼト自身もイシスターによって井戸の中に結界を張られて閉じ込められた。
井戸を出て第二次神界統一戦争（アルマゲゼーダ・セカンド）を開始するため、能力値の限界を超える方法を会得しに来た聖哉に、『状態狂戦士（ステイト・バーサーク）』を暇だからと教えつつ、狂戦士状態の聖哉を操って井戸の結界を壊させようとしたが、元から聖哉自身が「戦いにしか興味のない人間」であるため操れず、さらに聖哉の狂戦士状態も彼自身に解除されたことで目論見は失敗、それでも「戦いこそが生き甲斐の同志」という理由で、聖哉に『状態狂戦士（ステイト・バーサーク）』の危険性を伝えた後、「『捻じ曲がった時空』で互いの健闘を讃えあう」と謎の言葉を放った。
その後、何らかの方法で井戸に張られた結界から脱出、闘技場に乱入しヴァルキュレの破壊の拳から神域の勇者を守り、アデネラとそのまま激突した。

マリオネルダ
邪神の一人で幻惑の邪神と呼ばれている。当初は血塗れのエルルの姿をしていたが、その本体は巨大な黒い影の魔物。
物理法則を超えるメルサイスの暴虐の加護に、幻惑の邪神としての自身の力も加わっているため、かなりの邪悪なオーラを放つ。
メルサイスの暴虐の力により神界が崩壊した時、全捻曲世界の要であるSランク世界の歪みを固定させ、さらにいずれ来るであろう聖哉達を殺すため、彼女に十数年前のゲアブランデに飛ばされた。竜の里でエルルが竜穴奈落に落ちてその身をイグザシオンへと変えた際に彼女と入れ替わり、さらに死にきれないエルルを演じてマッシュ自身に殺害させることで心に深い傷を負わせ、マッシュを魂ごと支配、彼に残虐の限りを尽くさせた。
その後もエルルの亡霊を演じながらマッシュを操り続けたが、リスタルテの力で倒すべき元凶を見つけた聖哉が、マッシュの魂を取り戻すためにわざと挑発的な戦闘をし、対するマッシュがイグザシオンを捨ててまで立ち向かうなどかつての自分を取り戻すようになったことでマッシュに見切りをつけ、喉元に食らいついて重傷を負わせた後本性を現し、自身の正体と目的を明かした。『強制幻死空間（インフィニット・ドリーマー）』を使用して聖哉を追い詰めようとしたが、聖哉が体から眩いオーラを拡散させたことで通用せず、逃走を図るも『浄化光輝檻（ケージ・トゥ・パージ）』で拘束されたうえに『永続反射貫光（ラスティング・レイ）』を受け続けたことで体が崩壊、断末魔の悲鳴を上げながら消失した。

### 冥界
ウノポルタ
冥界の住人。ピンク色の髪を結った女性で眉間に宝石のようなものが埋まっている。聖哉達が冥界にいる間、自身の住む家の部屋を提供する。
ハティエス
冥界の王。おしろいでも塗ったように真っ白な顔をした男性。三千世界全てを見通す能力を持つ。
ドゥエポルタ
冥界の住人。ウノポルタの兄。短髪でピンク色の髪をしており眉間には宝石のような物が埋まっている青年。
ホーズォ
冥界の住人。
シュル・ルシュ
冥界の住人。長い髪の女性。聖哉、リスタルテ、セルセウスに『形態転換法（タイプ・オポジット）』を教える。

ジョーカ
冥界の住人。ピエロの姿をしている男性。聖哉に『物真似』スキルを教える。

スラウリ
冥界の住人。長い白髪で、白い口ひげを生やし、着物のような服を着た老人の男性。黒い尻尾のようなものが生えている。聖哉、リスタルテ、セルセウス、ロザリーに『透明化』スキルを教える。

ナトスス
全身骸骨でローブを被りあどけない声をしていて子供の死神といった姿をしている。無限回廊の番人。聖哉に相手が神や天使なら触れるだけでダメージを負わせることが出来る『暗黒縛手（ダークハンド）』や『感染致死呪（インフェクト・ラヴァー）』などの闇魔法を教える。

リィ・ツフ
樹木型モンスターのような姿をしている。普段は家に閉じ籠り、冥界の歴史を書に認めている物静かな者。

アーダマ
土色の髪の毛に、小麦色の体、目は眼球と同化しているように真っ黒な女性の姿をしている。聖哉にスキル『仁王立て（スタンド・アローン）』を教える。

### ゲアブランデ
- 「難度S・ゲアブランデ」
- 「難度S＋捻曲ゲアブランデ」

「難度S・ゲアブランデ」の舞台。「難度S＋捻曲ゲアブランデ」のみに登場するものも合わせて説明する。

#### エドナ
ニーナ
声 - 高野麻里佳
村の少女。布で作った押し花のパウチをお守りとして聖哉にプレゼントする。ケオス＝マキナに殺されそうになるが聖哉に助けられる。
トーヤ
声 - 石狩勇気
村の住人。ニーナの父。ケオス＝マキナに殺されそうになるが聖哉に助けられる。助けてもらったお礼に村を出る聖哉にお金が入った袋を渡す。
ジェイミー
声 - 篠原孝太朗
果物屋の青年。ケオス＝マキナを倒した聖哉達にお礼として果物を贈るが、ケオス＝マキナの死体処理に巻き込まれる形で燃やされる羽目になった。
グラハム
エドナの町長。ケオス＝マキナを倒した聖哉達にお礼をいい宴を提案するが、ケオス＝マキナの死体処理に巻き込まれて村ごと消し炭にされたため、泣きながら聖哉達をエドナから追い出した。

#### 竜の里
ラゴス
声 - 佐原誠
竜の洞窟の番をしている竜人。洞窟から竜の里への転送は彼が行うが、罠だと疑われた聖哉に最初にトカゲを転送された時は唖然としていた。一方で、これぐらい用心深い方が世界を救えるのだろうと聖哉の慎重さを評価もしている。
竜の里においては比較的温厚な性質をしており、聖剣イグザシオンの件を黙っていたことをマッシュとエルルに謝罪しながらもエルルが聖剣にならずに済んだことを安堵していた。
リヴァイエ
声 - 勝生真沙子
竜王母。竜の里の長で竜人だが、竜人変化の術『神竜化』を使うことで全長10メートル以上の巨大なドラゴンに変身ができる。また、マッシュに竜人変化のコツを教えて竜人に変身できるようにした。性格は唯我独尊。
竜族に伝わる予言を信じてエルルを生け贄に聖剣イグザシオンを作ろうとし、世界を救うために犠牲となるエルルを竜族の誉れと称するなど冷酷で狂信的。本人としては世界を救うつもりなのだが、そのことに反対したエルルの両親を粛正しており、そのことに対する罪悪感も一切ない。また非常に用心深いため、聖哉達がエルルの生贄に反対することを予想して宴に出した料理に痺れ薬を仕込んだり、エルルの首に呪怨数殺の首飾りをかけたりしていた。
エルルに呪怨数殺を仕込んだ後は全身を硬化させる防御特化技『嘆きの壁（アルティメット・ウォール）』を発動して時間稼ぎを行うが、絶え間ない聖哉からの連撃剣を受け続けて竜穴奈落に落とされそうになる。そのことに気付いてアルティメット・ウォールを解除し空を飛んで逃げようとするも、発動前に予め両翼を傷付けられていたために聖哉から『二刀流烈空斬（ダブル・ウインドブレイド）』をくらい竜穴奈落に落とされてプラチナソード改の素材となった。
捻曲世界では、神竜王マッシュの側近として登場、エルルが聖剣イグザシオンになったため存命しており、マッシュがイグザシオンでゼノスロードを倒した際、「竜人が魔族の王を葬った」と悦に入り、その後は神竜王となったマッシュと聖天使教を作り、多数の狂信者を従えて悪魔だけでなく、人間の町をも壊滅し始めた。
イグルの町から離れた北東付近にて竜人の兵士と共に悪魔と交戦、幹部のイレイザを難なく倒し、残ったケオス＝マキナも葬ろうとした直後、乱入したロザリーに防がれてしまい、二人まとめて始末するため巨大なドラゴンに変化し、『神聖竜息（ホーリー・ブレス）』を放つもケオス＝マキナがロザリーを庇って犠牲になり、直後聖哉により動きを封じられたうえ配下の兵士も全て全滅、聖哉に差し向けられたロザリーとの戦いでは『嘆きの壁（アルティメット・ウォール）』を使用するも、聖哉に元のゲアブランデで既に特性を把握されているため神竜化をも上回る『極竜化』を発動、聖哉の魔法による妨害を受けながらも次第にロザリーを追い詰めたが、その前に聖哉がロザリーを病原体として発動した闇魔法『感染致死呪（インフェクト・ラヴァー）』により体を蝕まれ弱体化、聖哉に止めを刺される寸前、彼がロザリーを犠牲にして自分を倒そうとしたことに「魔族にも劣る所行」と罵りながら倒された。

#### ロズガルド帝国
ロザリー＝ロズガルド

ウォルクス＝ロズガルド
声 - 金尾哲夫、木村珠莉（幼児化した戦帝）、小野友樹（魔人化した戦帝）
戦帝と呼ばれているロズガルド帝国の王。白く色あせた頭髪、顔に刻まれた深い皺の老人の男性。ロザリーの父。
性格は勇猛果敢だが、老衰により特殊スキルの『老化』『お漏らし』『幼児退行』が発動すると、フラシカに「アホになられる」と言われたり、リスタに要介護レベルと思われるほどに幼児退行になってしまうため帝都から出ることができなくなってしまった。
かつては三十年前にサイクロプスの乱の平定や、十五年前に獅子王ドルフレアが統治していた悪の巣窟ハーデス国を壊滅させるほどの実力を持っていたが、八十歳を超えた時に臣下の者が止めるのも聞かず、魔王のいる北の寒地アルフォレイス大陸に単身、征伐に向かった際に老衰による奇行をアルフォレイス目前で繰り返していた所をロザリー率いる軍に救出されたが、実はそれより前に魔王に出会っており、そもそも魔王の本拠地アルフォレイスに行ったのも義侠心からではなく、自身の老体に終止符を打つつもりだったが、魔王にロズガルドが抱える苦悩を見抜かれ、彼から『連鎖魂破壊（チェイン・ディストラクション）』の効力がある『神殺しの剣（ゴッドイーター）』と人間を魔の者へと変貌させる『魔神の霊玉』を授かったことで、魔王に懐柔された。
聖哉達がロズガルド帝国を訪れた時、四天王のイライザを難なく倒しただけでなく、単身で魔王軍陸戦精鋭部隊［デモンズ・ソード）に襲い掛かっていったが、戦いの後に老衰による特殊スキルが発動して幼児退行を起こし、ロザリーに連れられながら城に戻った。その後、デモンズ・ソードの残党が帝都近くの町に攻め込んで来た際、聖哉がマッシュとエルルを連れて迎撃に向かった隙にリスタルテを大聖堂に連れ、そこで自身の本性を現し、『神殺しの剣（ゴッドイーター）』で彼女を殺害しようとしたが、ロズガルドが魔王に懐柔されている可能性を考慮して素早く戻って来た聖哉に阻まれ失敗、魔神の霊玉で魔人と化したうえに自身の体を若返らせて聖哉と戦い、魔人となって得た圧倒的な力で右腕を切り落とすなど聖哉を追い詰めたが、カウンターにより自分も右腕を切り落とされ、さらに『鳳凰貫通撃（フェニックス・スラスト）』を受けて敗れた。
元の老体に戻った後幼児退行を起こし、聖哉に言われてリスタルテに傷を治してもらうも元々朽ち果てそうな体を『魔神の霊玉』で無理矢理若返らせた反動で生命の火は消えかかっており、最期はロザリーに涙ながらに看度られながら息を引き取り、その後は老衰による死亡として公表された。
難度S＋・捻曲ゲアブランデでは、神竜王マッシュに殺されたことがロザリーから語られた。

フラシカ
声 - ロア健治
ロズガルド帝国に務める雷の国選上位魔術師。金の刺繍の入った白いローブをまとった優男。帝国の空の防衛を任されているため、また重度の痴呆症である（アニメ版においては原因不明の幼児化である）ロズガルドの介護を行っているため、帝都から離れることができない。
魔王との決戦直前で姿を消した聖哉の行方をリスタルテに尋ねられた時は、勇者とて人の子ゆえ『連鎖魂破壊（チェイン・ディストラクション）』を恐れて逃げ出したのではと告げリスタルテ達の不安を煽った。
カルロ
声 - 石住昭彦
ロズガルド帝国の老兵。魔王軍幹部ベル＝ブブの襲撃を受けているオルガの砦を聖哉一行に案内した。
バト
声 - 杉崎亮
ロザリーの右腕を務めるロズガルド帝国の戦士。筋骨隆々とした屈強そうな見た目。次期帝位継承者であるにも関わらず前線で戦おうとするロザリーをたびたび諫めている。
声が大きく、聖哉がベル＝ブブを狙撃するために潜伏していたにも関わらず大声で話しかけてしまい、謝罪の言葉をかけるもその言葉がさらに大声のためベル＝ブブ配下の蝿悪魔たちに感づかれる羽目となった。

#### 魔王軍（ゲアブランデ）
ケオス＝マキナ
声 - たかはし智秋
魔王軍四天王の一人。水着のように露出の高い衣装に身を包み漆黒の髪をした人間の女性に近い姿をしているが、本性はDクラスの魔王に匹敵するグレーターデーモン。封印解除を用いるたびにステータスが上がり、最終形態として器である肉体を破壊することで真の姿を解放する『魔神呪殺剣（デモニック・カースド）』を扱う。間延びした口調でしゃべるのが特徴。性格は残忍。
勇者の気配を察知した魔王の命を受けて最初の村で待ち伏せをするが、聖哉たちが一時撤退をした後はエドナの村を襲撃して村人たちを人質に取る。そして村人の救出に聖哉が駆けつけた際には予めグレーターデーモンとしての真の姿を開放する用意周到さを見せたが、逆にそのことまで予測して鍛錬をしていた聖哉の『鳳凰炎舞斬（フェニックス・ドライブ）』によって倒される。死体は細胞から復活されることを防ぐために消し炭まで完全に消滅させられた。

マルス
声 - 徳本英一郎
アンデットの神父。聖哉の『爆殺紅蓮獄（マキシマム・インフェルノ）』で倒された。

デスマグラ
声 - うえだゆうじ
魔王軍四天王の一人。魔法杖を携え、皮膚が腐敗した小柄な痩せ細った老人のような姿をしている。マッシュとエルルがいる町にアンデッドの大群を差し向けたが、本人曰くアンデッドに限らず「モンスター全般の改造」を趣味としており、究極の火属性モンスター『ダークファイラス』を作り上げた。
アンデッドの大群を聖哉に全滅させられ、その報復としてマッシュを拉致して拷問。マッシュを処刑する様を聖哉たちに魔法の鏡から見せようとする悪趣味な性格を見せる。
だが自身が聖哉に送った魔法の鏡と、聖哉がリスタルテの髪の毛と剣を合成したプラチナソード、そしてスキル『次元裂光斬（ディメンション・ブレイド）』を放った聖哉に左腕を切り飛ばされる。その後アジトに乗り込んできた聖哉にダークファイラスを差し向けるものの、実践は不可能と慢心したためか聖哉の前で詳細な対処法を口にする。だが、あらゆる状況を想定して準備を行っていた聖哉にそのことごとくを実践されダークファイラスを倒された。デスマグラ自身はその状況に腰が抜けて動けなくなったが、聖哉にこれまでの鬱憤を晴らすが如く徹底的に殴られ拷問部屋ごと「大掃除」される羽目になった。
ダークファイラス
デスマグラが生み出した火属性のモンスター。防御力が10万を超えており、全武器攻撃も無効のうえ魔法も氷結魔法以外は効かない。
対処法は打撃スキルである『振動波』を打ち込み氷結魔法で属性を氷に変換させて物質化、この上でダークファイラスの防御力を上回る攻撃を行うこと。デスマグラは炎の魔法剣士である聖哉には実践不可能だと思い込んで絶望を煽るためすべての対処法を教えたが、剣がなくても戦えるよう打撃スキルを身に付けた聖哉から振動波を打ち込まれ、予め合成で作り上げた氷魔法付与の腕輪を装備された状態で殴られて凍り、『鳳凰貫通撃（フェニックス・スラスト）』で粉砕されて倒された。

ベル＝ブブ
声 - 山本兼平
魔王軍急襲飛行部隊のリーダーである蝿の怪人。ゲアブランデに現れた勇者を誘き寄せるため、飛行部隊「フライ・アサルトフライ」を率いてオルガの砦を襲撃した。性格は非情で、配下の蝿に捕らえさせた兵士たちを空中から叩き落とし、『逆花火』と称して楽しんでいた。
四天王ではないため一見能力値は大したことがないが、機動力に特化した空中戦の達人。本来は回避不可能である『輝光弓（シャイニング・アロー）』ですら回避できるほどの俊敏さと動体視力を持つ。
単身で勝負を挑みに来たロザリーを人質にとり、地上からは弓の射程距離外になる雲海まで高度を上げて聖哉を空中戦に誘い込むも、最期は輝光弓を回避して油断したところで聖哉の『光鳥変化自動追撃（トランスフォーム・オートマティックガルーダ）』に撃ち抜かれて命を落とした。

キルカプル
声 - 上別府仁資
魔王軍四天王の一人。魔王軍の参謀であるドワーフの召喚術師。普段はイザレの村で妻子共に道具屋を営んでおり、正体を知らないリスタルテからも人間を襲わず平穏に暮らす種族だと紹介されたが、本性は魔王のためなら如何な犠牲をも厭わない狂信的な性格。
聖哉がベル＝ブブと交戦している間に別世界から『超硬神亀（アダマンタイマイ）』を召喚してイザレの村にある伝説の鎧を破壊。さらには自分の妻と息子を含めた村人全員の命を触媒に死神クロスド＝タナトゥス召喚の儀式を行い、最期は自分自身がクロスド＝タナトゥスの生け贄となるため自害した。
その様はリスタルテから「狂っている」と評されたが、本人も自覚しているのか「狂わなければ勝てない」「勇者を仕留めるよう魔王様に仰られて光栄だ」と狂気を見せた。

クロスド＝タナトゥス
四天王キルカプルが別世界から召喚した超概念の死神。伸縮自在な大きな鉄の十字架を装備している。
常軌を逸した能力値のためにステータスが文字化けしており解読不能。土属性の魔法で起こした地割れから雷を放つなど魔法の摂理を無視した攻撃を行い、攻撃を受けて切り刻まれるたびに分裂をして復活するなど生物の常識にも当てはまらない。さらには神界の神々の魔法すら完全に無効化している。
イザレの村から統一神界に逃げた聖哉を追跡するため、次元を突き破って統一神界に侵入。名だたる神界の神々の抵抗すらものともせずに聖哉達を追い詰めるものの、聖哉に誘導される形でヴァルキュレの描きかけの絵を破壊したため激怒したヴァルキュレと交戦状態となる。最初は破壊術式すら無効化していたが、神界特別措置法施行を受けたヴァルキュレの『天獄門（ヴァルハラ・ゲート）』までは回避できずに消滅した。

イライザ＝カイゼル
声 - 土田大
魔王軍四天王の一人。反り曲がった角を持つヤギのような頭部に黒光りする発達した筋肉を持ち、六本の腕全てに剣と戦斧を装備している大きな体躯の悪魔。単純なステータスだけならゲアブランデの敵の中でも上位に位置する最強の四天王。性格は獰猛。
魔王軍陸戦精鋭部隊を率いてロズガルド帝国に攻め入り一番強い人間を倒すことで士気を砕くことを目論むが、戦帝ウォルクスの『聖道光剣（スタイル・セイントライト）』で全身を切り刻まれて瞬殺された。

ゼノスロード
声 - 藤原啓治
ゲアブランデの七割を掌握している魔王。一章の難度Sゲアブランデ攻略時には名前が明らかにされておらず、判明したのは三章の難度S＋捻曲ゲアブランデから。
鎧をまとった人の姿をしており、変身すると悪鬼のような形相に屈強な六本腕の怪物となる。難度Sの異世界の魔王だけあり実力は本物であり、勇者召喚を感知して最初の村に四天王ケオス＝マキナを送り込むなど用心深い。すべてのステータスが成長限界に達した聖哉をはるかに上回り、聖剣イグザシオン以外の攻撃では本来体を傷付けることすらできない。因果律を超えた回避不能な術式『天獄門（ヴァルハラ・ゲート）』にすら抵抗を行う。
勇者や神々の魂すら確実に消滅させる『連鎖魂破壊陣（エリア・チェインディストラクション）』を完成させて魔王城に張り巡らせており、戦帝ウォルクスを懐柔して『神殺しの剣（ゴッドイーター）』と『魔神の霊玉』を与えていた。
最終決戦では聖哉が発動したヴァルハラ・ゲートを受け、破壊術式の存在とイグザシオン以外で自分に通用する攻撃の存在に驚愕、扉を強引に抉じ開けながら脱出を目論むが、聖哉がヴァルハラ・ゲート内部の針から合成した『冥王断罪剣（ヴァルハラ・ブレード）』で全身を切り刻まれてヴァルハラ・ゲート内に押し込まれた。最期は肉と骨だけになりつつも『暗黒回帰点（ジャッジメント・ゼロ）』で世界もろとも道連れにしようとするが、『第弐天獄門（ヴァルハラゲート・アナザー）』で最初のゲートごと呑み込まれて完全に消滅した。
三章の難度S＋捻曲ゲアブランデでは、イグザシオンを手にいれたマッシュに倒された。

ルシファ＝クロウ
ゲアブランデに存在した伝説級の悪魔。鋭い目と白い肌の美しい顔をしており体の大部分は鳥のような羽毛で覆われていて、細い下肢にも鉤爪かぎづめが付いている。見た目は鳥型の悪魔の女性だが、本性を現した際、耳まで裂けた口に針のような無数の歯、漆黒に染まった目、逆立つ髪などおぞましい悪魔の姿に変貌した。
パラドゥラに体を乗っ取られているとはいえ、デモンズ・ソードの兵士達を殺すように指示するなど割り切った面があるが、『全体索敵型魔法弓（ディアボロス・レイン）』で悪魔を傷付けずパラドゥラの分身だけを殲滅するなど、悪魔に対しては仲間意識を見せている。一方人間に対しては冷酷。

#### イグル
メルビン
イグルの住人。
トニオ
イグルの住人。
ジョー
イグルの住人。

#### 聖天使教団
ヒュドラル
炎天竜。『連鎖魂破壊（チェイン・ディストラクション）』を宿した炎魔法『闇炎黙示録（ダーク・カタストロフィ）』や『火炎系魔法吸収』、『全武器攻撃無効化』、氷結魔法以外の『魔法無効化』などのスキルを扱う。性格は狂信。

パラドゥラ
寄生竜。『分裂』と『寄生』のスキルを扱う。

### イクスフォリア
- 「難度B・イクスフォリア」→「難度SS・イクスフォリア」

100年前は、難度Bだったが、勇者が倒され魔王に支配されたことで難度SSとなった。

#### ガルバノ
アイヒ
土の魔法使い。コルトの妹。
ブラット
集落のリーダー。
ルーク
神父。
エンゾ
洗礼者。
カロン
集落の青年。
コルト
声 - 小林千晃
一年前の難度B・イクスフォリアでの聖哉のパーティーメンバー。アイヒの兄で魔法使いの男性。一年前にアルテマイオスに喰い殺された。
ウォルフ
導きの残光（ガイディング・リライト）と呼ばれている。
ジョニー
冷酷非情なアサシンと呼ばれている。

#### ターマイン
ティアナ
カーミラ
旧ターマイン王国の王妃。ターマイン王族の最後の生き残り。
大タルテ
聖哉が土魔法を駆使して作成した巨大ゴーレム。リスタルテの髪の毛を毟り取って作った「リスタル毛人形」を触媒として使うことで、土人形の巨大化に成功、その際リスタルテが巨大化したような姿になった。
性格は能天気で、ギガント＝オクセリオの攻撃でドレスが破けても気にしなかったが、姿形はリスタルテそのもののため、リスタルテ本人が羞恥心に苛まれることになった。また、ギガント＝オクセリオに対し怒りを露にする台詞を言うなど、製作した聖哉の意志とは全く関係ない仕様になっている。
耐久力は、ギガント＝オクセリオの攻撃を受けてもドレスが破けたり、髪の毛が焼け焦げる程度の強固なもので、戦闘力も本来なら通常のゴーレムよりパワーアップしているはずだったが、ギガント＝オクセリオにダメージを与えることは出来ず、逆に殴られ続けられたり、光線をまともに受けてしまうなどの防戦一方になった。
実際は『巨大な敵に聖哉の攻撃を届かせる為の足場』という役割でしかなく、ギガント＝オクセリオの攻撃を受け続ける・聖哉達への攻撃の盾にされる・ドレスが破けて上半身が裸になり、リスタルテ本人が羞恥心のあまり気絶しそうになるなど散々な目にあい、挙げ句の果てにはギガント＝オクセリオを倒した後聖哉に用済みとして破壊されそうになったが、それに猛反発したリスタが聖哉を説得、ターマインの壁の外に見張り役として配置することになり、聖哉がアルテマイオスを倒した後もイクスフォリアに残り続けた。
シャロワ
魔法使いの女性。
プレスコ
戦士の男性。

#### フルワアナ
向こう見ず聖哉
聖哉に『吸収動力解放（ドレイン・チャージムーブ）』を教える。

クレオ
フルワアナの住人の少年。
ミレイ
フルワアナの住人の女性。
グレスデン
フルワアナの住人の男性。

#### 魔王軍（イクスフォリア）
ブノゲオス
オークの獣人の男性。『連鎖魂破壊（チェイン・ディストラクション）』誘発する斧による『神裂戦斧（ゴッド・チョッパー）』などを扱う。性格は短気。

グランドレオン
ライオンの様な姿をした獣人の男性。『獣皇』の名を持つ魔王軍四天王の一人。
性格は凶悪で、カーミラが大事にしていた人形を目の前で引きちぎり、泣き崩れるカーミラを嘲笑った。またかなりの野心家で、精鋭を集めた獣皇隊を作っているのも、アルテマイオスを殺してこの世界の真の帝王になるためだとカーミラに推測されている。但し、アルテマイオスが死ねば彼によって生み出されたグランドレオンを含む全ての魔物も死んでしまうことまでは知らなかった。
攻撃力は100万を超えており、『連鎖魂破壊（チェイン・ディストラクション）』を内包した『漆黒殺爪（ジェットブラック・ネイル）』や体を変形させるスキル『魔獣生態変異（ビースト・ハザード）』などを扱う。

ギガント＝オクセリオ
魔王軍四天王の一人。
全長50メートルの巨大なキリング・マシンでキリコの父。『機皇』の名を持つ魔王軍四天王の一人。 HPは300万を超えており、『連鎖魂破壊（チェイン・ディストラクション）』を孕んでいる『魂魄破壊光線（CH・レーザー）』や自爆スキル『完全誘爆破壊（オール・ディストラクション）』を扱う。性格は無情。

セレモニク
丈の長い汚れたドレスを着た、黒髪の双頭の女性。『怨皇』の名を持つ魔王軍四天王の一人。
元々は三つの頭部を持つ三姉妹だったが、二人の姉が三女を殺害したことで現在の姿になった。また、お互いが怨皇セレモニクであることを名乗っている。
殆どの能力値が66万6666で、MP6万6666、魔力6666と数値が6続きになっている。また姉妹の内一人が倒されると、その怨みの念によりさらに強化される。
グランドレオンとオクセリオが倒されたことを聞き、勇者である聖哉を殺害するためラドラル大陸に小舟で渡来、直ぐに瞬間移動能力で要塞に到着し、その後はゴーレムを破壊しながら瞬間移動能力で要塞内の地下迷宮を潜入、途中で聖哉が意識不明で倒れたことでリスタルテ達が慌てている間、徐々にリスタルテ達がいる司令室に接近するも、自分に何かあった時のために聖哉が用意した指示書の通りにリスタルテ達が起動させたトラップによりダメージを受け続けてしまい、遂には半ば狂乱した長女のモニカが次女のセレナを惨殺、その怨みの念により新しく手に入れた『次元間縮地（ディメンション・ステップ）』でリスタルテ達がいる司令室にたどり着いたかに見えたが、その場所は聖哉が用意したフェイクの司令室且つ地下迷宮最大のトラップ『怨念遮断部屋（プロクシー・ルーム）』であり、罠だと知って直ぐに逃げ出そうとした直後数々のトラップ攻撃により瀕死となり、最期はリスタルテに止めを刺された。
しかし、怨みの念と化した末妹のシャナクがリスタに『憎悪血妹（ブラッディ・シスタリア）』かけたことで、彼女の中に呪いとして存在、呪いそのものは一年前のイクスフォリアの魔王城にタイムスリップした聖哉の「リスタと同じ魂を持つティアナ姫が殺された後、魂が天に召される瞬間を呪い本体に感覚させ呪いを解く」という策により、リスタルテが死んだと錯覚・消滅するも、その後邪神の力でゴーストとして復活、リスタルテにもう一度呪いをかけようとしたが、セレモニクが復活した場合を考慮してリスタルテのベッドの下に隠れていた聖哉に阻まれ、さらに邪神の力でセレモニク本体がゴースト化したのが仇になり、最期は『六芒星破邪の秘儀（セイクリッド・ヘキサグラム）』を受け消滅した。
モニカ
黒髪を綺麗に結ってある頭部で、三姉妹の長女。
落ち着いた感じではあるが、妹であるセレナやシャナクを躊躇わず殺害し、そのことを気に止めすらしない程の冷酷さを持つ。
セレナ
ぞろりと長い乱れた黒髪の頭部で、三姉妹の次女。
短期かつ残忍な性格で、モニカ同様シャナクを殺害したことを気に止めていない。
地下迷宮に侵入するも、そこに仕掛けられた数々のトラップに苦しみ続けられた挙げ句、最期は狂乱したモニカに新しい力を手に入れるべく惨殺された。
シャナク
目鼻が潰れた血塗れの女で三姉妹の三女。
モニカとセレナに新しい力を手に入れるべく惨殺されたがその怨みの念は残っており、モニカが倒された後、リスタルテに『憎悪血妹（ブラッディ・シスタリア）』を掛けた。

シルシュト
『死皇』の名を持つ魔王軍四天王の一人。当初は髑髏の形をした黒い雲のような姿の霊体だったが、後に実体を持つミイラ男の姿になった。
自動再生能力の『永続的腐肉（ファーメント・アフターロトン）』、今まで倒された魔物をアンデッドとして復活・強化する『遺骸円環之夜（セメタリー・ナイトアゲイン）』等、『死皇』の名にふさわしい能力を持つ。また、仮に倒されても呪縛の玉で設定した『遺骸円環之夜（セメタリー・ナイトアゲイン）』で復活し、その際最終形態として、角の生えた漆黒のスケルトンの姿をした半霊半物質で形成された霊と腐肉の融合体になる。
性格は冷酷で、邪神が生み出した虚構のフルワアナの町の住人の死を愉悦げに語る一方、魔王アルテマイオスに対する忠誠心は高く、アルテマイオスの存在があるからこそ自分達の命があると自覚し、それを知らずに反旗を翻そうとしたグランドレオンを侮蔑している。
邪神により生み出された虚構のフルワアナの町で『聖哉達が、この町の存在を魂より認めれば、聖哉達は呑み込まれて露と消える』と狙っていたが、肝心の聖哉がフルワアナの町が幻である可能性を考慮し、その存在を認めなかったことで失敗、フルワアナの町をその住人もろとも用済みとして消し去った後聖哉と対峙、聖哉のゴーストバスターによる攻撃を受け、格好の的になる雲の姿の霊体から、ミイラ男の姿の実体に変わった後、『死包縛布（デッドリー・バンデージ）』で絡めとろうとするも『自然発火防御（セルフ・バーニング）』で防御した聖哉には届かず、しばらく攻防が続く中、『遺骸円環之夜（セメタリー・ナイトアゲイン）』で聖哉に倒された魔物をアンデッドとして復活させて勝負を決めようとしたが、聖哉が向こう見ずになっていた時に倒した獣人4体のみしか復活せず、それ以外の全ての魔物は跡形もなく死体を粉砕されていたため失敗、狼狽しながらも自身の再生能力で持久戦を狙ったが、霊力を320%まで高めた後自身の得意技を全て狂戦士化と組み合わせた聖哉の最大火力剣技を受け、再生が間に合わず両手両足の無い黒焦げた胴体の状態から『爆殺紅蓮獄（マキシマム・インフェルノ）』を受け爆散、その後予め呪縛の玉で設定した『遺骸円環之夜（セメタリー・ナイトアゲイン）』により、霊と腐肉の融合体を持つ無敗の体躯として復活したが、シルシュトとの戦闘が何もなく終わるとは考えなかった聖哉の霊力を溜めに溜めた『限界突破型・幽滅霊剣（ゴーストバスター・オーバードライブ）』を受け、辺り一面の土壌も含めて、塵へと化した。

アルテマイオス
声 - 青山穣
イクスフォリアを支配する魔王。一年前は裂けた口、手足合わせて八本の醜悪で巨大な怪物の姿をしていたが、現在は皮膚の色が薄い緑で人間に近い姿の杖を持った痩身の男性。
自身が持つ複数個の命を邪神に捧げる事で、形態変化する邪法を持つ。
かつては難度Bのイクスフォリアに君臨する魔王で、一度は聖哉達勇者パーティーに敗れたが、命を2つ持っていたためパーティーの一人であるコルトと女神のアリアドアを吸収し復活、残った聖哉とティアナを殺害して邪神の加護を得た後、瞬く間にイクスフォリアを支配、四天王を生み出し各地に一体ずつ配置した。
魔王城にて、自分の新しい力を試すための実験台として自らの部下である魔物達を全て殺害し、その後乗り込んできた聖哉と再び対峙、邪法で自分の命を捧げながら形態変化を繰り返しながらも聖哉に次々と攻略され、遂には神と化するも、武器が失う可能性を考慮した聖哉が、予め用意した合成キットで作り出した『ホーリーパワー・ドレインソード改（別名、リスタ・スーパーババアソード）』による攻撃でダメージを受け、さらに残りの命を捧げることで時空を操る技を発動しようとしたが、アルテマイオスが無敵になろうとした際得られるであろう能力に対し、あらゆる対策を練っていた聖哉が、クロノアとの修行で身に付けることが出来た『時空間操作無効領域（アンチ・クロックフィールド）』を、最初アルテマイオスがいる部屋に乗り込んだ際に展開したことで発動そのものが阻止されてしまい狼狽、逃亡を図るも聖哉の『原子分裂斬（アトミック・スプリットスラッシュ）ディメンション・ステップ』を受けたことで本来の姿に戻ってしまった。聖哉に止めを刺されそうになった際、最後の切り札としてリスタルテがティアナ姫の転生した女神であることをばらした後、キリング・マシンであるキリコは自分が生み出した故自分が死ねばキリコも消滅すること、そしてキリコに宿っている魂がかつてティアナ姫が身ごもっていた赤ん坊の魂であることを明かし、聖哉の攻撃を止めさせようとしたが、既に聖哉がキリコの正体を知っていたこと、キリコを助けるためあらゆる方法を探ったが全て駄目だったこと、それでも勇者としてアルテマイオスを倒しイクスフォリアを救うと決意したために通用せず、悪あがきとして聖哉に襲いかかるも『鳳凰炎舞斬（フェニックス・ドライブ）』により腕を全て切り落とされて最早何も出来ず、自身の最後の命が邪神に流れていくのを感じ、自分自身も邪神の生け贄にすぎなかったことに笑いながら、聖哉に止めを刺された。

## モンスター
スライム
グレーターデーモン
アンデット
オーク
人面樹
キラーアント
巨大な蟻。
ドワーフ
分類はモンスターだがその殆どが人間を襲わず、平穏に暮らしている。
竜人
人と竜の間の種族。殆どの者が竜に近い人型の姿をしている。竜の血が薄いと人間に近い姿になる。
巨大蝿
悪魔
獣人
さまざまな種類の生物の人型の姿をしている。
デスミミズ
細かい牙を大きく剥くミミズ。ちょっかいを出さなければ無害。食べられるか食べられないかで言ったらギリ食べられる。
イクスフォリアで獣人を狙撃しながらの地下生活でストレスが限界に達し、こっそりと食料を食べていたリスタに怒った聖哉が無理矢理食べさせ、以後地下生活におけるリスタの主食となり、リスタは就寝の度にデスミミズの夢に魘されるようになった。
キリング・マシン
オクセリオの配下である人型の魔導兵器。頑強なメタルボディに、頭部には赤い光源の一つ目、サーベルを持ち、二足歩行が出来る。
一体一体が同じステータスをしており、また全てのキリング・マシンとオクセリオ感覚器官を共有出来る。
その正体は、イクスフォリアで殺された人間の魂を動力として魔導兵器に宿したもの。
ゴースト
キングスコーピオン
サイクロプス
ドラゴン
キマイラ

## 用語
救済難度
それぞれの地上世界の救済難度が高いほど邪神の加護が強く、魔王やモンスターの能力値などがどんどん高くなってくる。Sクラスはベテランの神でも尻込みすると言われる。魔王や邪神に難度Sの地上世界で7割が侵略されており、難度SSの地上世界では殆どが侵略されており魔界と化している。判明している難度はE〜SSSまで。
難度?『捻曲キルソーサ』
難度SSS『捻曲ガルヴァオス』
難度SS＋『捻曲イクスフォリア』
難度SS『イクスフォリア』
難度S＋『捻曲ゲアブランデ』
難度S『ゲアブランデ』
難度B『イクスフォリア（一年前）』
難度D『クオルナ』
勇者召喚
魔王や邪神によって侵略されている異世界を救済する為に神々が聖哉がいる世界から勇者を召喚する。人間の世界を救うのは人間達自身でないとダメというルールがある為、神々が直接地上世界を救済する事は出来ない。過去の勇者には火星人や南アフリカ奥地の原住民などがいたが、すぐにこちらの意図を理解してくれる日本の若者を召喚するのが定石になっている。召喚される際、召喚時に着ていた衣服のみ持ってこれる。召喚者の神は召喚した勇者の担当神になり、人間の姿に変化して共に地上世界に降り立ち勇者をサポートする。神と人間の性行為は絶対禁止事項で、行うと異世界救済中でも一発退場になる。救済成功後、また救済途中に死亡した場合は元の自分のいた世界に帰還するが救済時の記憶は生きている間は失う。ただし『連鎖魂破壊（チェイン・ディストラクション）』で殺される、または『状態狂戦士（ステイト・バーサーク）』で魂が砕けて消失した場合は元の自分のいた世界にも帰れないどころか魂が永遠に消滅する。救済に失敗した場合は特別な許可が無い限りは救済に失敗した異世界に再び戻る事が出来ない。救済を成功した場合はその異世界に自分の意思で残る事も可能。救済途中に担当の神が『連鎖魂破壊（チェイン・ディストラクション）』で死んでしまった場合、勇者は『連鎖魂破壊（チェイン・ディストラクション）』や『状態狂戦士（ステイト・バーサーク）』以外で死なない限り元の自分の世界に帰還できない。また同じ人物の勇者を再召喚する際、通常は再召喚されても勇者は前回の救済時の記憶、レベル、スキル（『破壊術式（ヴァルキュリエ）』や『状態狂戦士（ステイト・バーサーク）』などの魂に刻まれたスキルは除く）を失って召喚されるが、最奥神界の許可があれば特例で前回までの救済時の記憶だけは失わずに再召喚が可能。また『神権争奪杯（ディヴァイン・カップ）』に参加する際は救済時の記憶、スキルを取り戻し、レベルもMAXで再召喚される。
勇者召喚の間
統一神界で神が勇者を召喚する際に使う部屋。
神
統一神界で生まれた神もいれば人間から神に転生した者もいる（例外的にアルテマイオスはメルサイスの力で魔王から神になった。）。人間から神に転生した場合、人間だった時の記憶は無くなるが微かな記憶が魂に残っている。神は人間を殺す事は出来ない。地上世界で死んだとしても統一神界で復活出来る。闇属性に弱い。不老不死だが『連鎖魂破壊（チェイン・ディストラクション）』で殺されると本来の魂ごと永遠に消滅する。神界のルールを破れば神の称号を永久に剥奪される事もある。罪が重いと邪神に堕天させられる。また永遠の命が嫌になり神を辞めたいと思ったら自らの意思で辞める（エタる）ことが可能。その場合は時の停止した部屋にある本来の魂ディバインソウルを部屋から解き放ち、神以外のものに転生出来るようになる。神の体毛は武器や魔道具などの強力な合成素材になる。冥界では無理やり抜かれた神の髪の毛や無理やりへし折られた神の角などはHP （恥ずかしみポイント）アイテムとして武器や道具を買う際のお金の代わりになる。折れた神の角は地上世界でも珍しく、高値の価値がある。
邪神
神から堕天した者や魔王から邪神になった者。暗黒の化身であり、どの者も難度S世界の魔王並に禍々しい邪気を孕んでおり、アンデッドの体に鎧をまとった者、黒いローブから邪気を発散させる者、おぞましい虫のような体躯の者など異形の者などがいる。光属性に弱い。
冥界の住人
取引きするには神のHP（恥ずかしみポイント）がいる。冥界の者が冥界の技を他者に教える際に必要なオーラを授与できるのは生涯で数名限り。
統一神界・邪神界・冥界
お互いに絶対侵入不可能になっている。上記三つの世界は時間の流れがとても緩やかで地上世界との時間差は百分の一である。統一神界の武器は地上世界に持っていけないが冥界の武器は地上世界に持っていくことが可能。冥界は統一神界と邪神界の中間にある世界。
ステータス
自分の現在の能力値や獲得スキルが見れ、『鑑定』スキルによって他者でも見れる。
固有性質（プロパティ）
自身にしか知り得ない情報が書かれている。
スキル
使用出来る魔法、攻撃耐性などの能力。自身のレベル上げや、他者から教えてもらう事で習得できる。それぞれの地上世界で使えるスキルと使えないスキルがある。
魔法
それぞれの地上世界で使える魔法と使えない魔法がある。
特技
自身のレベル上げや、他者から教えてもらう事で習得できる。それぞれの地上世界で使える特技と使えない特技がある。
移動手段
異界への門、召喚の魔法陣、特定の場所に移動出来る魔法陣などがある。
水晶玉
通信手段や異世界の現状を見る事ができる。
鋼の鎧
一般的な鎧。
鋼の剣
一般的な剣。
煙幕
目眩しの煙が出る。
薬草
HPやMPを回復する。
毒消し草
毒を消す。
聖水
アンデット系に効果抜群。
神界特別措置法（オーダー）
神の力は人間に化身して地上に降りた時、極度に制限されているが、非常事態時にあくまで勇者をサポートするという名目で制限を一時的に緩め、本来の神の力を得て使用する事が出来る。イシスターか最奥神界の許可がいる。
合成キット
原材料から武器や魔道具を作成出来る。
プラチナソード
鋼の剣とリスタルテの髪の毛を合成して出来た剣。
イシスターの水晶玉
通常の水晶玉の能力に加え過去の映像も見ることができる。
氷属性付与の腕輪
装備中氷属性の魔法を扱えるようになる。材料は普通の腕輪、氷、リスタルテの毛。他にも雷属性付与の腕輪、光属性付与の腕輪、闇属付与の腕輪などがある。
竜の洞窟
入り口は封印されており竜の里へ通じる魔法陣がある。
たいまつ
暗い所を明るくする道具。
竜の里
海を隔てた遙か西の大陸ユーレアにある。ユーレアは深い霧に包まれた人類未到の幻の大陸で此処に人間が立ち入るには魔法陣を潜るより他に方法はない。
素早さの種
食べれば十分間だけ素早さを上げられる。竜の里にしか売ってない。
聖剣イグザシオン
斬られた者は魔力による回復も自然治癒も一切出来なくなるスキル『秘神与傷（クラッシング・ウーンド）』に加え、敵の術式を強制解除する能力も持っている。また装備者に高速移動スキル『聖天速（フルヘイスタ）』とさらに上の『聖光神速（ギガヘイスタ）』を与え、力も何倍にも高める。
本来は勇者にしか扱えず、勇者以外の者が使用すると、その反動で丸一日は動けなくなるほどの疲労を患う。
竜穴奈落
かつて黄竜帝が記した魔法陣がある。そこに飛び込んだ者は血肉を全て吸い取られ剣になる。
しびれ薬
命に別状はないが、呪文や薬で消すことの出来ない強力な薬。
竜殺しの剣（ドラゴンキラー）
竜のウロコにダメージを与えられる。材料はプラチナソード、竜族であるマッシュの髪の毛、同じくエルルの髪の毛、リスタルテの縮れ毛。
呪怨数呪の首飾り（デスカウント・ネックレス）
黒き光が首を一周すれば命は絶たれる呪具。約3分で一周する。
プラチナソード改
材料はリヴァイエの肉体とエルルの血。
神緑の森
ミティスが追放されている場所。
アダマンタイトの鎧
ゼノスロードの攻撃にも対応出来る鎧。
金剛斬剣（アダマンタイター）
プラチナソードより上の剣。材料はプラチナソード、アダマンタイトの欠片。
破壊術式（ヴァルキュリエ）
魂に刻まれる特技で習得したら決して忘れない。主な使い手はヴァルキュレ、聖哉、イーサンの3人。

時の停止した部屋
イシスターが管理している部屋。『魂の保管庫』であり、統一神界の神々や召喚された勇者の本来の魂ディバインソウルが保存されている。その為『連鎖魂破壊（チェイン・ディストラクション）』や『状態狂戦士（ステイト・バーサーク）』で魂が破壊されない限り地上世界で死んでも復活できる。
連鎖魂破壊（チェイン・ディストラクション）
幾千を超える聖職者を拷問にかけ、無慈悲に命を奪うことで発生する負のオーラを材料とした武器、魔道具、魔法。『連鎖魂破壊（チェイン・ディストラクション）』の効力を持つもので殺されると時の停止した部屋に保存されている本来の魂ディバインソウルも連鎖的に破壊されてしまい、二度と復活出来なくなる。『連鎖魂破壊（チェイン・ディストラクション）』などの闇属性の武器や技は基本的に人間には扱えない。呪われたり、人体への影響がある。
神殺しの剣（ゴッドイーター）
連鎖魂破壊（チェイン・ディストラクション）の効力を持つ剣。ゼノスロードがウォルクスに渡した。
魔神の霊玉
人間を魔の者へと変貌させる。副作用として、その体を若返らせる。
連鎖魂破壊陣（エリア・チェインディストラクション）
この魔法陣が展開されている範囲内で死ぬと、その者の魂が全て破壊され二度と復活出来ない。
冥王断罪剣（ヴァルハラ・ブレード）
冥界の剣。ゼノスロードにも傷を与えられる。材料は金剛斬剣（アダマンタイター）、破壊の針、リスタルテの陰毛。
神力
MPを消費せず神界から永遠に供給される。
最奥神界
最高神ブラーフマ、理の神ネメシィル、時の女神クロノアがいる場所。
邪神の加護
加護を受けた者は能力値が10倍に上がる。
呪縛の玉
次元を妨げる壁を発生させる魔道具。破壊しない限り、壁は消えない。町全体を呪縛で包む程の魔力を宿しており飲み込む事で能力を飛躍的に向上させる。朽ち果てた時に一度蘇るように設定もできる。
魔光石
暗い所を照らす石。
カフェ・ド・セルセウス
オープンカフェ。店長及び店員はセルセウスのみ。メニューはコーヒー、紅茶、ケーキ、チュロス。一時期バイトでジョンテとキリコが働いていた。常連客はアリアドア、アデネラ。聖哉にいずれ経済的に潰れていたと言われるほどお客は来ていなかったが、ジョンテとキリコがバイトに入ってからは少し客足が増えた。チュロスをリスタにあげたところ「デスミミズより、おいしいよ！」と言われ、コーヒーは高級豆を使っているが、アデネラには「おいしくもなく、まずくもない、つまらなくて、どうしようもないコーヒー」と言われ、リスタルテには「おいしいインスタントコーヒー」と言われた。だがケーキはジョンテに「こんなうまいものは今まで一度も食べたことがない！！」と言われ、キリコも店をよく手伝ってくれたのも相まってセルセウスは滂沱の涙流した。しかし『神権争奪杯（ディヴァイン・カップ）』開催時に店はメルサイスに統一神界ごと別次元に消し去られてしまった。
隠遁神山
仙術に長けた神達が住む山。
六芒星破邪の秘儀（セイクリッド・ヘキサグラム）
邪神クラスの強大な敵を葬る時に神々が使う秘中の秘。
六個の結界石を対象の周りに設置し、更に受信元である対象の体の一部を手に入れた後、対象の半径500メートル以内にて『破邪の剣舞』を三時間行い、剣舞が終われば六芒星破邪の秘儀は完了し、対象を弱体化出来る。ただし、制約として剣舞の最中は決して誰にも見られてはならず、失敗すると、失敗した対象には二度と使うことが出来ない。
帰らずの井戸
ゼトが幽閉されている場所。
神界統一戦争（アルマゲゼーダ）
メルサイスが自分に賛同する神々と共に統一神界に仕掛けた戦争。
状態狂戦士（ステイト・バーサーク）
使い手はゼト、神域の勇者、聖哉の3人。ゼトはフェイズ・サード、神域の勇者はフェイズ・フォース、聖哉はフェイズ・2.8まで扱える。魂に刻まれる特技で習得したら決して忘れない。
邪神のお守り
奇妙な文字が掘られている黒い石版。持っていると、ほんの少し、邪神の加護が受けられる。
生気を吸い取る剣
不気味な赤黒い刀身の剣。人間をカラッカラの干物にしてしまう。
リスタル毛人形
リスタの体毛で作った金色に輝く藁人形。強力な合成素材になる。
ゲアブランデ攻略時にリスタが聖哉の為に制作したものの、ヴァルキュレ、マッシュ、エルルに気味悪がられたうえ、作ったリスタ本人もあまりの恥ずかしさに二度と作らなかったが、ギガント・オクセリオ戦において大タルテを作る為の合成用として、寝ているリスタの髪の毛を勝手にむしった聖哉が新たに作った。
プラチナム吹き矢
リスタの髪の毛と普通の笛を合成した白銀の笛。プラチナソードの要領で作られた。通常の笛よりも耐久性が増し、更に発射時の消音も兼ねている。
聖哉が『圧縮空土砲（バースト・エア）』を使用する際に使われ、獣人狩りに大いに貢献した。
ゴッドン
統一神界の通貨。神貨。
ホーリーパワー・ドレインソード
別名『リスタ・ババアソード』。闇属性。材料は邪神のお守りと、生気を吸い取る剣。神から発する神気を吸収する。近付けただけで神は老け込み、弱ってしまう。
ホーリーパワー・ドレインソード改
別名『リスタ・スーパーババアソード』。闇属性。邪神のお守り、生気を吸い取る剣、リスタの毛を合成した剣。神気を吸い取るパワーが凄まじく、近づくだけで神は急激に老化または即死する。
亜空間外套（インヴィジブル・ケープ）
時を超えて過去に戻る際、地上世界で過去の住人に認識されてしまうと『存在環矛盾（タイム・パラドックス）』が起こり、その地上世界自体が崩壊してしまう為、それを防ぐのに必要な魔道具。羽織れば、その時代に存在してはいけない者を不可視化することが出来る。匂いも気配も音さえも消し去る。
神界墓場
死んだ神々の墓がある。
霊体になれる木槌
叩かれた者は霊体なれる。
プロ霊ン
健康的な霊体の形成に必要な必須アミノ霊酸が豊富に含まれてる。
霊体バサミ
肉体と霊とを繋ぐ糸を痛みなく切れる。
ベスト霊体コンテスト
霊的細マッチョ達が集う霊の祭典。
キラーソード
プラチナソードより攻撃力も耐久性もあるＳランクの剣。材料はグランドレオンの体毛、オクセリオのパーツの一部、セレモニクの毛髪、リスタルテの毛一本、ジョンデの毛を百本。
ヤガテ・クサクナール
対象の体臭を何百倍にも強める香水。振りかける回数によって悪臭発生までの時間を調節することができる。
神権争奪杯（ディヴァイン・カップ）
人間界の十年に一度、統一神界の千年に一度統一神界で行われる。『神権争奪杯（ディヴァイン・カップ）』が始まったのは統一神界一万年前、人間の世界だと百年前。統一神界のここ千年の間に召喚された勇者同士がトーナメント戦で戦い最強勇者を決める。優勝したら神になる事が出来る。参加資格は『難度A以上の異世界を救済したことがあり、また本人が死んだ後、神に転生する意志があること』。『神権争奪杯（ディヴァイン・カップ）』に参加する勇者は、特例として記憶、スキルも取り戻し、レベルなどの能力値も最大のまま召喚される。
人間から神になる方法
『生前に大きな善行を積む』、『上位神からの推薦を受ける』、『『神権争奪杯（ディヴァイン・カップ）』で優勝する』などの方法がある。また魔王も勇者と神を倒すことで生じる負のエネルギーを得る事によって神または邪神になれる。
歴代勇者記念館
『神権争奪杯（ディヴァイン・カップ）』の優勝者や何度も異世界を救った伝説の勇者達も飾られている。普段は最奥神界の管轄。『神権争奪杯（ディヴァイン・カップ）』の開催中は特別に会場近くに移設している。飾られている勇者は『進撃の勇者』塚本昭彦、『熱血勇者』火谷剛毅、『猛烈勇者』倫明星、『会心の勇者』榎木光恵、『敏捷勇者』御手洗隼人、『幸運勇者』四葉京子など。『神域の勇者』は肖像画は無くプレートのみ飾られている。
捻曲世界
星の数以上に数多ある並行世界に加え、時間軸さえも捻れている世界。元の世界では死んだ者が存命していたり、接点が無かった者同士が関わり合っているなど、元の世界と比べてかなり捻れている。捻れてしまった世界を元に戻すには、その世界の捻れの原因である世界を支配する諸悪の根源を取り除くしか無く、例え捻れのきっかけが邪神などの第三者によるものでも捻れの原因を取り除かなければならない。
捻曲世界の住人は、元の世界と比べて性格やステータスが異なっているが、これはメルサイスの暴虐の力で時間軸が捻れた世界を生き抜くために形成されたので、本質そのものは元の世界と同じ。また、例え死んでも捻れた世界が戻れば生き返って何も無かったことになるが、魂は時空を超越し、全てを同時に知悉している為、捻曲世界の住人の状態でも、捻れが解消されて元に戻った状態でも相互の記憶は無いが、深層意識は全て覚えている。
六道宮
冥界の王ハティエス様が住む場所。
HP（恥ずかしみポイント）
冥界の者に何かを頼む際に必要な対価となるもの。自身の恥ずかしい姿を見せ、それをエネルギーとして得ることで取引が成立する。恥じらいがないとHPも少ない。尚、HPを得るための恥ずかしい姿は冥界の者によって異なる。
神の方が人間よりもHPが豊富なため、リスタとセルセウスは散々恥ずかしい姿を見せる羽目になり、逆に捻曲世界のロザリーが自ら恥ずかしい姿を見せても恥じらいが少ないことと、上述の通り人間であるため神が醸し出すHPに比べて微量故、大した対価にならなかった。
剣神の恥ずかしい角
セルセウスが魔人化して生えた角。それを聖哉がへし折り冥界や捻曲世界でお金代わりに使っている。尚、冥界ではかなりのHPとなる。
人魔協定（テスタメント）
捻曲ゲアブランデの魔王軍参謀キルカプルが製作した契約書。『悪魔は決して人に危害を加えない。命を懸けてこの盟約を誓う』と古代文字で書かれており、盟約に背けばその悪魔の命は奪われる。契約書は聖哉が挑んでも傷一つ付かないほどのもの。盟約を破棄出来るのは、人類代表のロザリーのみ。
捻曲ゲアブランデのマッシュが魔王を倒し、竜族の支配が始まってから三年後、人類と悪魔が互いに協力する際に結ばれたが、悪魔にとってはルシファ復活の為に人類を利用しているにすぎず、ルシファの復活後は用済みとなり、最終的に悪魔の力を得たがために体を操られたロザリーの手で破られた。
魔封岩
ルシファ＝クロウが封印されている岩。漆黒の水晶の見た目をしている。封印を解くには大量の生命エネルギーが必要となる。
報せのブローチ
赤と青、二つのブローチで一セット。地図の上に青いブローチを置いておけば、赤いブローチを持たせた者の大まかな位置を教えてくれる。
無限回廊
ナトススが住む場所。
冥界史
リィ・ツフがまとめた冥界の歴史の本。
スペリアル
マジックアイテム。封じ込められた魔力エネルギーに耐え得る資質が必要となる。本来無いエネルギーを得て能力を向上させる。
アルテマ
魔王アルテマイオスの変異体で強大な魔導兵器であるアルテマ・メナスを封印する為に使われた宝珠。アルテマ四種に分類され、雷獣のアルテマ、動力のアルテマ、呪念のアルテマ、死活のアルテマがあり、魔王アルテマイオスの力を分かつ宝珠。
ごめんなさいシール
日本語で『ごめんなさい』と書かれているだけのシール。
何の効力も無い唯のシールであるが、これは「捻曲世界で人間を殺したことで、その人間の魂を傷付けてしまった罪悪感が自身へのストレスになってしまう」と危惧した聖哉が冥府で5000枚ほど作った。
魔導文明
天才魔導士に作られた魔導技術、魔導機械が発達した文明。

## 既刊一覧

### 小説
- 土日月（著）・とよた瑣織（イラスト） 『この勇者が俺TUEEEくせに慎重すぎる』 KADOKAWA〈カドカワBOOKS〉、既刊7巻（2019年12月10日現在）
  1. 2017年2月10日発売[16]、ISBN 978-4-04-072184-2
  2. 2017年6月10日発売[17]、ISBN 978-4-04-072322-8
  3. 2017年11月10日発売[18]、ISBN 978-4-04-072496-6
  4. 2018年5月10日発売[19]、ISBN 978-4-04-072716-5
  5. 2018年11月10日発売[20]、ISBN 978-4-04-072956-5
  6. 2019年10月10日発売[21]、ISBN 978-4-04-073349-4
  7. 2019年12月10日発売[22]、ISBN 978-4-04-073417-0

### 漫画
- こゆき（作画）・土日月（原作）・とよた瑣織（キャラクター原案） 『この勇者が俺TUEEEくせに慎重すぎる』 KADOKAWA〈ドラゴンコミックスエイジ〉、全6巻
  1. 2019年5月9日初版発行（同日発売[23]）、ISBN 978-4-04-073152-0
  2. 2019年10月9日初版発行（同日発売[24]）、ISBN 978-4-04-073355-5
  3. 2020年9月9日初版発行（同日発売[25]）、ISBN 978-4-04-073798-0
  4. 2021年6月9日初版発行（6月8日発売[26]）、ISBN 978-4-04-074118-5
  5. 2022年3月9日初版発行（同日発売[27]）、ISBN 978-4-04-074462-9
  6. 2022年12月9日初版発行（同日発売[28]）、ISBN 978-4-04-074783-5

## テレビアニメ
2018年11月にテレビアニメ化が発表され、2019年10月から12月までAT-Xほかにて『慎重勇者〜この勇者が俺TUEEEくせに慎重すぎる〜』のタイトルで放送された。「カクヨム」原作小説としては初のアニメ作品となる。

### スタッフ
- 原作 - 土日月[8]
- キャラクター原案 - とよた瑣織[8]
- 監督 - 迫井政行[8]
- シリーズ構成・脚本 - 猪原健太[8]
- キャラクターデザイン・総作画監督 - 戸田麻衣[8]
- プロップデザイン - 戸田麻衣、鈴木典孝、岩畑剛一[8]
- 美術設定 - 青木薫、緒川マミオ[8]、小高みちる
- 美術監督 - 高峯義人、宮里和誉[8]
- 色彩設計 - 佐藤美由紀[8]
- 特効監修 - 谷口久美子[8]
- 撮影監督 - 大泉鉱[8]
- 2Dワークス - 荒木宏文[8]
- 3Dディレクター - 板井義隆[8]
- 編集 - 後藤正浩[8]
- 音響監督 - 明田川仁[8]
- 音響効果 - 小山恭正
- 音楽 - 藤澤慶昌[8]
- 音楽プロデューサー - 若林豪
- 音楽制作 - KADOKAWA[8]
- アニメーション制作 - WHITE FOX[8]
- プロデューサー - 菊島憲文、森井巧、飯塚彩、秋田穣、谷本千明、尾形光広
- アニメーションプロデューサー - 吉川綱樹
- 製作 - 慎重勇者製作委員会[8]

### 主題歌
「TIT FOR TAT」
MYTH & ROIDによるオープニングテーマ。作詞・作曲・編曲もMYTH & ROID。
「be perfect, plz!」
安月名莉子によるエンディングテーマ。作詞・作曲・編曲はタナカ零。

### 評価
アメリカのアニメ評価サイト「Anime Trending」が主催した「第6回 Anime Trending Awards」ではCOMEDY ANIME OF THE YEAR部門で2位、FANTASY OR MAGICAL ANIME OF THE YEAR部門で6位をそれぞれ獲得している。

### 各話リスト
| 話数   | サブタイトル                      | 絵コンテ       | 演出           | 作画監督                                                                                           |
| ------ | --------------------------------- | -------------- | -------------- | -------------------------------------------------------------------------------------------------- |
| 第1話  | この勇者が傲慢すぎる              | 迫井政行       | 迫井政行       | 戸田麻衣                                                                                           |
| 第2話  | 新米女神には荷が重すぎる          | 迫井政行       | 迫井政行       | 稲吉智重 平村直紀 兵渡勝 中田正彦                                                                  |
| 第3話  | この勇者は身勝手すぎる            | おざわかずひろ | おざわかずひろ | 本宮亮介 渡邉八恵子 兵渡勝 戸田麻衣                                                                |
| 第4話  | 仲間なんて超いらなすぎる          | 美甘義人       | 美甘義人       | 長田好弘                                                                                           |
| 第5話  | この女神が不気味すぎる            | おざわかずひろ | 土屋浩幸       | 岩田景子 平村直紀 稲吉智重 兵渡勝                                                                  |
| 第6話  | 竜王なのにズルすぎる              | 川村賢一       | 平向智子       | 稲吉智重 中田正彦 兵渡勝 小堺能夫 中村和久 平村直紀 臼田美夫 服部聡志 岡田雅人 戸田麻衣            |
| 第7話  | この女騎士が犬っぽすぎる          | 久保雄介       | 赤井倍人       | 木宮亮介 渡邉八恵子 稲吉智重 小堺能夫 平村直紀 豆塚あす香 兵渡勝 岡田雅人 藤部生馬 戸田麻衣        |
| 第8話  | 清楚なくせに淫乱すぎる            | 迫井政行       | 美甘義人       | 長田好弘 藤岡三徳 稲吉智重 臼田美夫 兵渡勝 戸田麻衣                                                |
| 第9話  | 死神がとにかく無敵すぎる          | 二宮壮史       | 土屋浩幸       | 中田正彦 木宮亮介 渡邉八恵子 長田好弘 小堺能夫 兵渡勝 岩田景子 岡田雅人 臼田美夫 戸田麻衣          |
| 第10話 | 老人なのに強すぎる                | 川村賢一       | うえだしげる   | 中山和子 扇多恵子 阿形大輔 水澤智可 K-PRODUCTION                                                   |
| 第11話 | その真実は重すぎる                | おざわかずひろ | おざわかずひろ | 岩田景子 平村直紀 稲吉智重 兵渡勝 小堺能夫 臼田美夫 長田好弘                                       |
| 第12話 | この勇者が俺TUEEEくせに慎重すぎる | 迫井政行       | 迫井政行       | 中田正彦 木宮亮介 稲吉智重 渡邉八恵子 長田好弘 藤岡三徳 兵渡勝 小堺能夫 臼田美夫 平村直紀 戸田麻衣 |

### 放送局
| 放送期間                 | 放送時間                     | 放送局     | 対象地域 | 備考                                 |
| ------------------------ | ---------------------------- | ---------- | -------- | ------------------------------------ |
| 2019年10月2日 - 12月25日 | 水曜 22:30 - 23:00           | AT-X       | 日本全域 | 製作参加 / CS放送 / リピート放送あり |
|                          | 水曜 23:30 - 木曜 0:00       | TOKYO MX   | 東京都   |                                      |
| 2019年10月3日 - 12月26日 | 木曜 1:35 - 2:05（水曜深夜） | KBS京都    | 京都府   |                                      |
|                          | 木曜 2:00 - 2:30（水曜深夜） | サンテレビ | 兵庫県   |                                      |
|                          | 木曜 23:00 - 23:30           | BS11       | 日本全域 | BS放送 / 『ANIME+』枠                |
| 2019年10月4日 - 12月27日 | 金曜 2:05 - 2:35（木曜深夜） | テレビ愛知 | 愛知県   |                                      |

| 放送期間       | 放送時間                     | 放送局     | 対象地域 | 備考                                 |
| -------------- | ---------------------------- | ---------- | -------- | ------------------------------------ |
| 2019年12月29日 | 日曜 1:30 - 2:00（土曜深夜） | BS11       | 日本全域 | BS放送 / 『ANIME+』枠                |
|                | 日曜 20:30 - 21:00           | AT-X       | 日本全域 | 製作参加 / CS放送 / リピート放送あり |
|                | 日曜 22:30 - 23:00           | TOKYO MX   | 東京都   |                                      |
| 2020年1月6日   | 月曜 3:11 - 3:41（日曜深夜） | テレビ愛知 | 愛知県   |                                      |
| 2020年1月9日   | 木曜 2:00 - 2:30（水曜深夜） | サンテレビ | 兵庫県   |                                      |
|                | 木曜 2:05 - 2:35（水曜深夜） | KBS京都    | 京都府   |                                      |

| 配信開始日         | 配信時間           | 配信サイト |
| ------------------ | ------------------ | --- |
| 2019年10月2日      | 水曜 23:00 - 23:30 | AbemaTV |
| 2019年10月5日      | 土曜 23:00 更新    | dアニメストア |
| 2019年10月10日以降 | 木曜 00:00 更新    | niconico GYAO! ひかりTV FOD バンダイチャンネル J:COMオンデマンド ビデオパス アニメ放題 U-NEXT Amazonプライム・ビデオ Netflix Rakuten TV DMM.com ビデオマーケット HAPPY!動画 ムービーフルplus |

### BD / DVD
| 巻 | 発売日        | 収録話         | 規格品番   | 規格品番   |
| 巻 | 発売日        | 収録話         | BD         | DVD        |
| -- | ------------- | -------------- | ---------- | ---------- |
| 1  | 2020年1月24日 | 第1話 - 第4話  | ZMXZ-13621 | ZMBZ-13631 |
| 2  | 2020年2月26日 | 第5話 - 第8話  | ZMXZ-13622 | ZMBZ-13632 |
| 3  | 2020年3月25日 | 第9話 - 第12話 | ZMXZ-13623 | ZMBZ-13633 |

### Webラジオ
リスタルテ役の豊崎愛生によるWebラジオ『ラジオ慎重勇者〜このラジオが面SHIREEEくせに慎重すぎる〜』が、音泉にて2019年10月8日から隔週火曜日に配信。